# Omobranchus obliquus
Omobranchus obliquus es una especie de pez de la familia Blenniidae en el orden de los Perciformes.

## Morfología
• Los machos pueden llegar alcanzar los 5,6 cm de longitud total.

## Reproducción
Es ovíparo.

## Hábitat
Es un pez de mar y de clima tropical y asociado a los  arrecifes de coral.

## Distribución geográfica
Se encuentra desde las Islas Nicobar hasta Samoa, las Islas Marianas, Nueva Caledonia, República de Palau y el este de las Islas Carolinas.